# JAL航空機整備成田
株式会社JAL航空機整備成田（ジャルこうくうきせいびなりた）は、かつて存在した航空機関連の点検・整備などを行っていた日本航空インターナショナルの100%子会社である。
2009年10月1日をもって、JALグループの他の整備関連子会社とともに株式会社JALエンジニアリングに統合され、消滅した。

## 概要
- 沿革　1988年（昭和63年）4月　設立
- 代表者　代表取締役社長　橋本 昇二
- 資本金　2800万円
- 本社所在地　千葉県成田市成田国際空港内